# Slatina (Svitavy)
Slatina é uma comuna checa localizada na região de Pardubice, distrito de Svitavy.